# Bustul lui Nicolae Titulescu din București
Bustul lui Nicolae Titulescu este opera sculptorului Ion Irimescu (1903-2005). Bustul, realizat din marmură și așezat pe un soclu din beton placat cu marmură, a fost dezvelit în anul 1982, cu prilejul aniversării a 100 de ani de la nașterea marelui diplomat. Pe soclu este săpată următoarea inscripție:
| NICOLAE TITULESCU 1882-1941 |

Nicolae Titulescu (4 martie 1882 - 17 martie 1941) a fost un ilustru diplomat și om politic român, în repetate rânduri ministru, a cărui carieră politică a culminat prin ocuparea funcției de președinte al Ligii Națiunilor. Titulescu a depus eforturi pentru încheierea Micii Înțelegeri (1933) și a Înțelegerii Balcanice (1934). În 1936, regele Carol al II-lea îl îndepărtează din toate funcțiile oficiale și îl obligă să se exileze. Se stabilește în Elveția, apoi în Franța, unde se stinge din viață la 17 martie 1941 la Cannes.
Lucrarea este înscrisă în Lista monumentelor istorice 2010 - Municipiul București - la nr. crt. 2273, cod LMI B-III-m-B-19956.
Bustul este situat în sectorul 1, fiind amplasat la intersecția Șoșelei Nicolae Titulescu cu Bulevardul Banu Manta din București.